# Das goldene Vlies
Das goldene Vlies (ursprüngliche Schreibweise: Das goldene Vließ) ist ein Drama in 3 Teilen (Trilogie) von Franz Grillparzer aus dem Jahr 1819 (genauer 29. September 1818 – 27. Januar 1820).

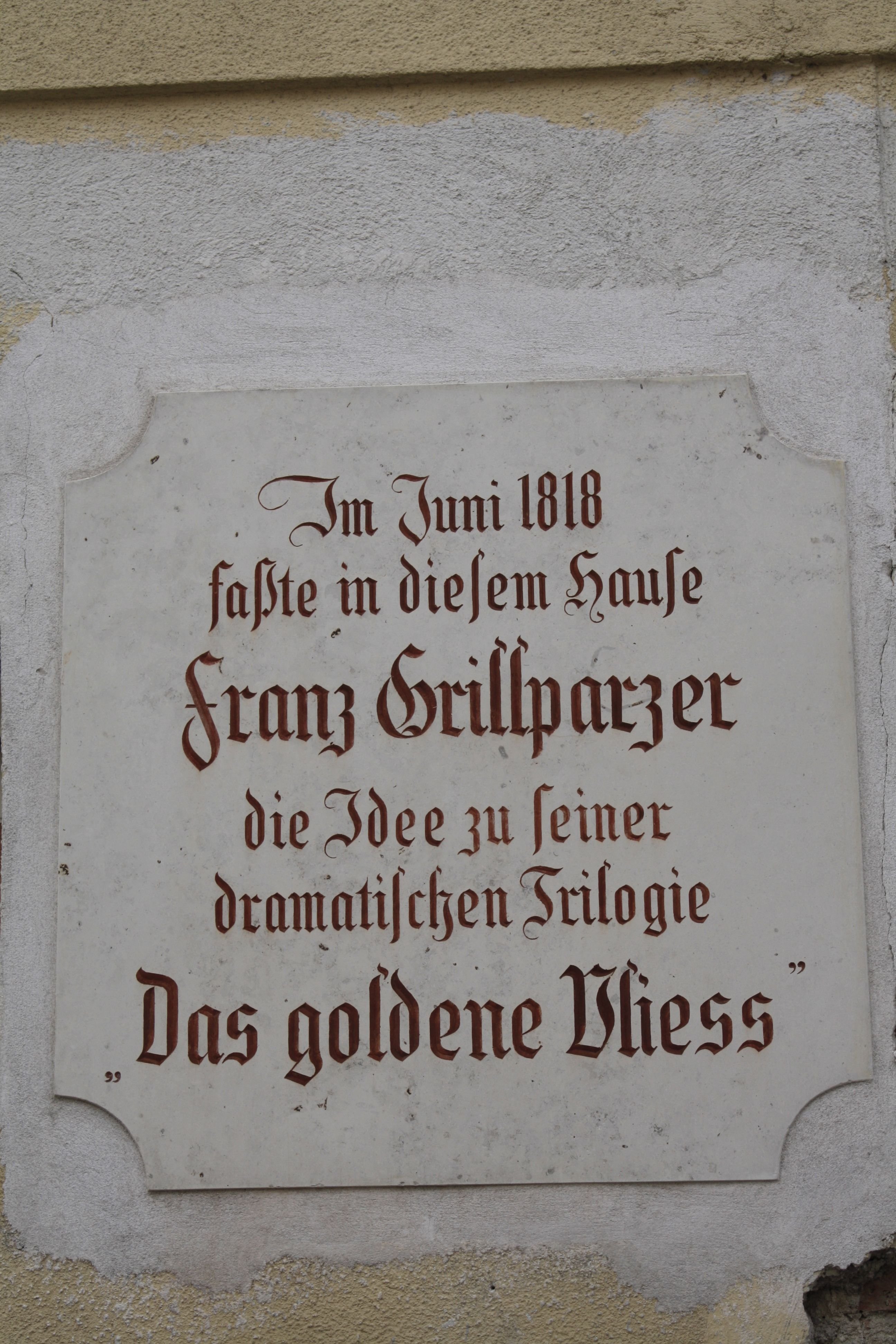
Gedenktafel in Baden am Haus in der Rollettgasse, wo Grillparzer 1818 lebte

Dieses Werk ist das umfangreichste Grillparzers, als Vorlagen dienten das antike  Argonautenepos des Apollonios von Rhodos und Medea des Euripides. Die Uraufführung erfolgte am 26. und 27. März 1821 in Wien.

## 1. Teil – Der Gastfreund
Der griechische Herrschersohn Phryxus muss, auf hinterhältiges Wirken seiner Stiefmutter hin, aus seiner Heimat fliehen, um sein Erbe betrogen und ohne Heimat und Thronanspruch. Auf seiner Flucht erscheint ihm ein unbekannter Gott in Delphi, der mit den Worten „Nimm Sieg und Rache hin!“ das goldene Vlies an ihn überreicht.
Phryxus gelangt in das von Barbaren bewohnte Kolchis, wo er eine neue Existenz aufbauen will. In Kolchis entdeckt er eine Statue des ihm in Griechenland erschienenen Gottes, es ist Perronto, der Gott der dort ansässigen Barbaren und ihres Königs Aietes, doch dieser sieht in Phryxus einen gefährlichen Fremden und ermordet ihn und seine Gefährten hinterhältig, indem er seine Tochter Medea als unwissendes Werkzeug nutzt. Diese erkennt beim Tode des Phryxus, dass der feige und habgierige Raubmord am Gastfreund nun auf dem Vlies lastet. Von düsteren Visionen getrieben, „entflieht“ sie am Ende des ersten Teils aus der Gesellschaft der Barbaren und ihres Vaters Aietes.

## 2. Teil – Die Argonauten
Jason, Sohn des verstorbenen Königs Äson, fordert den ihm zustehenden Thron von seinem Onkel Pelias. Dieser bittet ihn listig, vor der Übergabe des Amtes das goldene Vlies aus Kolchis zu holen, da er selbst zu alt sei, Phryxus zu rächen. Mit dem Schiff Argo gelangt Jason nach Kolchis, ihm folgen auf seiner Reise die  Argonauten, darunter sein enger Freund Milo.
Aietes sucht mit seinem Sohn Absyrtus Medea in einem verlassenen Turm auf, wo sie mit ihren Jungfrauen als Gefolgschaft lebt. Er überredet sie, ihm abermals beim Vertreiben der Fremden zu helfen. Medea willigt widerwillig ein und trifft im Laufe der Handlung dreimal auf Jason. Dabei kämpft sie gegen ihre Liebe zu diesem Fremden an, doch ist ihre Liebe größer als ihr Wille zur Loyalität mit Kolchis. Sie schützt Jason vor den Barbaren und stellt sich gegen ihre Familie, indem sie das goldene Vlies dem Feinde zuführt und akzeptiert, dass Jason sie zur Frau nimmt.
Am Ende des zweiten Teils ist Medea von ihrer Familie verstoßen, Absyrtus nimmt sich das Leben, und Jason segelt mit dem goldenen Vlies sowie Medea und ihrer Amme Gora zurück nach Griechenland, um sein Thronerbe anzutreten.

## 3. Teil – Medea

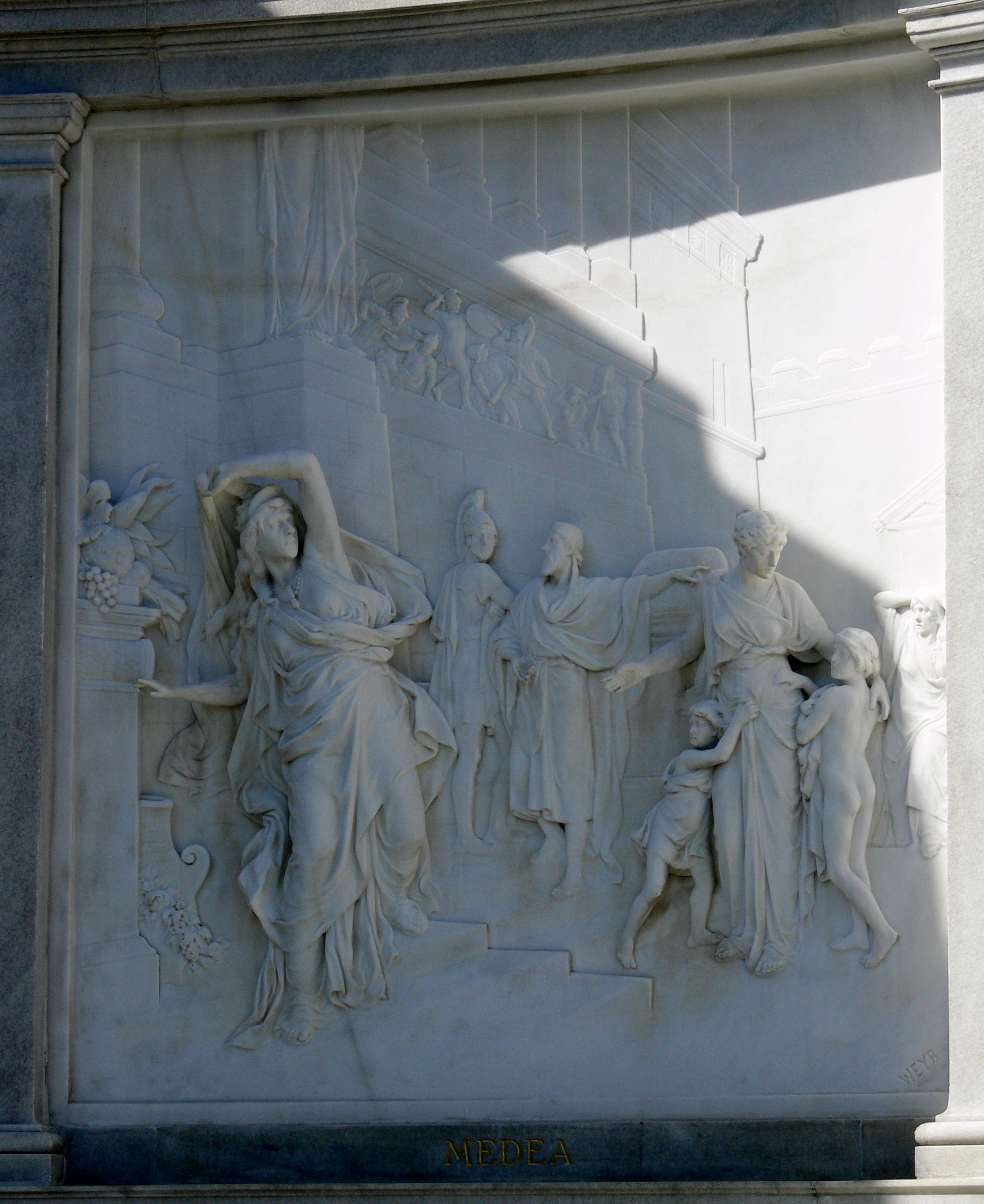
Relief „Medea“ von Rudolf Weyr am Grillparzerdenkmal im Volksgarten Wien, 1889

Der dritte und letzte Teil der Trilogie Das goldene Vlies erzählt von der Rückkehr des Argonautenführers Jason mit seiner Frau Medea, deren beiden Kindern und der Amme nach Korinth zu König Kreon, wo er um gastliche Aufnahme bittet. Dort trifft Jason auf seine ehemalige Geliebte, die Königstochter Kreusa, welche sich so herzlich um die beiden Kinder Jasons kümmert, dass Medea eifersüchtig wird; außerdem fühlt sie sich in Griechenland als Außenseiterin. Schließlich möchte Kreon Medea wieder fortschicken, Jason und die Kinder jedoch bei sich behalten. Medea wird schließlich vertrieben. Sie beauftragt die Amme mit der Tötung Kreusas und ermordet eigenhändig, wegen ihrer inneren Zerrissenheit, ihre beiden Kinder. Hernach, am Ende des Dramas, bringt Medea das goldene Vlies zum Heiligtum des Apollo nach Delphi.

## Aufführungen
Im Jahr 2004 wurde das Drama am Wiener Burgtheater aufgeführt und für vier Nestroy-Theaterpreise nominiert, Birgit Minichmayr und Stephan Kimmig konnten zwei davon, für Darstellung und Regie, gewinnen.
Am 5. Mai 2007 war die Premiere von Medea am Schauspiel Leipzig (Regie: Robert Schuster). Bei dieser Inszenierung wurden alle drei Teile des Goldenen Vlieses aufgeführt.
Im März 2016 fand in Oberwil / BL (Schweiz) die Aufführung aller drei Teile des Goldenen Vlieses als Bildungsprojekt statt. 20 Schüler, zwei Schauspieler, das Zürcher Barockorchester und die Band Vertex spielten alle drei Teile in Grillparzers Originaltext in der Vertonung und unter Regie und musikalischer Leitung von Nikolaus Matthes.
2018 wurde das Stück im Landestheater Innsbruck aufgeführt.

## Sonstiges
Im Jahr 1958 wurde in Wien-Favoriten (10. Bezirk) die Medeagasse mit Bezug auf die Dramentrilogie benannt.